# Красне (Болградський район)
Кра́сне (у минулому — Село № 2) — село Тарутинської селищної громади в Болградському районі Одеської області в Україні. Засноване свого часу німецькими колоністами.

## Історія
Станом на 1886 рік у німецькій колонії, центрі Краснянської волості Аккерманського повіту Бессарабської губернії, мешкало 1890 осіб, налічувалось 195 дворових господарств, існували костел, школа та 3 лавки.
12 червня 2020 року, відповідно до Розпорядження Кабінету Міністрів України від № 724-р «Про визначення адміністративних центрів та затвердження територій територіальних громад Одеської області», увійшло до складу Тарутинської селищної територіальної громади.
19 липня 2020 року, в результаті адміністративно-територіальної реформи і ліквідації Тарутинського району, село увійшло до складу новоутвореного Болградського району.

## Населення

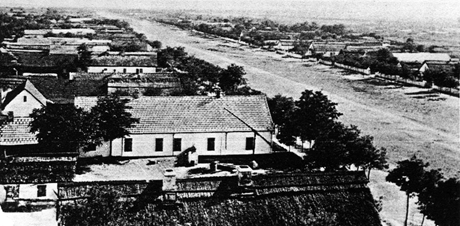
Стара світлина центральної вулиці села

Згідно з переписом УРСР 1989 року чисельність наявного населення села становила 1418 осіб, з яких 648 чоловіків та 770 жінок.
За переписом населення України 2001 року в селі мешкали 1374 особи.

### Мова
Розподіл населення за рідною мовою за даними перепису 2001 року:
| Мова       | Чисельність | Відсоток |
| ---------- | ----------- | -------- |
| російська  | 827         | 60,10%   |
| українська | 215         | 15,63%   |
| гагаузька  | 169         | 12,28%   |
| болгарська | 116         | 8,43%    |
| румунська  | 45          | 3,27%    |
| німецька   | 1           | 0,07%    |
| інші       | 3           | 0,22%    |
| Усього     | 1376        | 100%     |

## Відомі особистості
В поселенні народився:
- Кобища Валентин Володимирович (* 1959) — радянський футболіст, захисник, російський фотокореспондент.
- Теобальд Копп[de] (1892—1943) — римо-католицький єпархіальний священник.
- Йоганн Фурх[de] (1890—1930) — римо-католицький єпархіальний священник.